# بنك كوبا المركزي

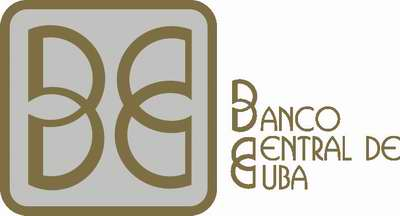
شعار البنك المركزي الكوبي

البنك المركزي الكوبي هو البنك المركزي لكوبا. تم إنشاؤه في عام 1997 لتولي العديد من وظائف بنك كوبا الوطني. تولى رئاسته فرانسيسكو سوبيرون فالديس منذ إنشائه حتى مايو 2009، ويرأسه حاليا إيرما مارغاريتا مارتينيز كاسترليون.

## روابط خارجية
- الموقع الرسمي لبنك كوبا المركزي نسخة محفوظة 20 أكتوبر 2018 على موقع واي باك مشين.